# Harry Potter és a Tűz Serlege (film)
A Harry Potter és a Tűz Serlege (eredeti cím: Harry Potter and the Goblet of Fire) 2005-ben bemutatott brit–amerikai fantasy kalandfilm, amely J. K. Rowling regényein alapuló a Harry Potter-filmek negyedik része. A mozifilm a Warner Bros. Pictures és a Heyday Films gyártásában készült.
A 2005. november 18-án mozikba került filmet (Magyarországon: december 1.) Mike Newell rendezte.
A film Harry Potter negyedik évét mutatja be a Roxfort Boszorkány- és Varázslóképző Szakiskolában. Ebben a tanévben a Roxfort ad otthont a hagyományos varázslóversenynek, a Trimágus Tusának. Noha Harry nem jelentkezik, a Tűz Serlege rejtélyes módon őt is kiválasztja, mint a Roxfort iskola második számú résztvevőjét.
A bemutatóját követő három nap alatt a film 102 millió dollárt hozott az Amerikai Egyesült Államok jegypénztáraiban, a Harry Potter-sorozat legjobb eredményét produkálva, s világszerte 892 millió dolláros bevétellel zárt. Ezzel 2005 legsikeresebb, s egyben minden idők 9. legtöbbet hozó filmje lett. Az eddigi négy adaptáció között a második helyen áll a Harry Potter és a bölcsek köve mögött.
A Tűz Serlegét a legjobb díszlet Oscar-díjára jelölték 2006-ban, az elismerést azonban az Egy gésa emlékiratai kapta. A DVD-kiadás minden idők egyik leggyorsabban fogyó kiadványává vált.
Ez az első Harry Potter-film, aminek korhatárát "PG-13"-ra állapította meg az MPAA, szemben a korábbi PG-vel, míg Magyarországon ez a harmadik korhatáros rész a sorozatban.
Mottó: Sötét és nehéz idők várnak ránk

## Cselekmény
Bővebben: Harry Potter és a Tűz Serlege
Harryre – aki a negyedik évét kezdené a Roxfortban – minden éjszaka ugyanaz az álom tör rá: egy elhagyatott szobában Voldemort nagyúr, Féregfark, egy ismeretlen személy és egy Nagini nevű kígyó megölnek valakit, a nagyúr pedig küldetést ad a harmadik személynek, ami Harryvel kapcsolatos.
Mikor legutóbbi álmából felébred, Harry barátaival, Hermionéval, Ronnal és annak családjával indul a Kviddics Világkupa döntőjére. Csakhogy a döntő váratlan fordulatot vesz: mindenki menekülni kényszerül, ugyanis Voldemort halálfalói jelennek meg és az égre kerül a Sötét Jegy.
Miután a fiúk visszatérnek a Roxfort falai közé, megtudják: itt rendezik meg idén a Trimágus Tusát, amin három iskola vesz részt: a Roxfort, a Beauxbatons (igazgatója: Olympe Maxime és a Durmstrang (igazgatója: Igor Karkarov. Az iskolába új Sötét Varázslatok Kivédése tanár is érkezik, a "Rémszemnek" becézett Alastor Mordon. Rajta kívül Barty Kupor, a minisztérium egyik embere is megszáll az iskolában a verseny miatt. Harry és a hollóhátas Cho Chang többször "szemezget" egymással.
Mordon az első óráján bemutatja a diákoknak, melyek a főbenjáró átkok: az Imperius-átok (mellyel az áldozat követi az átok megidézésének parancsait), a Cruciatus-átok (mellyel kínozni lehet) és az Avada Kedavra (mely kivédhetetlen, gyilkolni lehet vele). A diákok ezen kívül megtudják, Mordonon több nem emberi dolog is van, amik segítik a támadások ellen, pl: mágikus műszem. Mordon az órája után megkéri Neville-t, maradjon még vele beszélgetni.
A Trimágus Tusára csak 17 év feletti diákok pályázhatnak, ám George és Fred mégis megkísérli, de nem sikerül. A Trimágus Tusa résztvevőit kihirdeti Dumbledore igazgató: a Durmstrangból Viktor Krum, a Beauxbatonsból Fleur Delacour, míg a Roxfortból a Hugrabugos Cedric Diggory. Csakhogy a Tűz Serlege meglepő módon Harry nevét is kidobja, így kénytelen ő is indulni a versenyen. Ron ezért elpártol tőle.
Harryt ezután egy újságíró, Rita Vitrol faggatja ki, majd egy üzenetet kap Siriustól, találkozzanak a Griffendél klubhelyiségében. Ott Sirius arca a tűzben jelenik meg, és elárulja keresztfiának: szerinte Barty Kupor, vagy a volt halálfaló, Igor Karkarov dobhatta be Harry nevét a Tűz Serlegébe. Később Hagrid megmutatja Harrynek, hogy mivel is kell szembeszállnia az első próbán: sárkányokkal.
A Roxfortban a diákok mind kigúnyolják Harryt, ám amikor Draco pálcát is rántana ellene, Mordon megvédi őt: fehér menyétté változtatja Malfoyt. Ezután az irodájában segíteni próbál a fiúnak a versennyel kapcsolatban. Az első próbán Harrynek a Magyar Mennydörgő nevű sárkány jut, amitől el kell lopni a tojását, seprűje. Seprűje, a  Tűzvillám segítségével meg is szerzi azt.
A próba után Ron kibékül vele, majd részt vesznek az iskolai bálon. Ron elkeseredettségére Hermione Viktor Krummal megy a bálba. Harry és Ron Parvati, illetve Padma Patilt viszik a bálba. Hagrid a Beauxbatons igazgatójáért, Olympe Maxime-ért van oda. Harry sem olyan lelkes, hisz Cho Cedriccel, Harry ellenfelével ment a bálba.
Cedric segítségével Harry megtudja, hogy vízi lényekkel kell megküzdenie egy tóban. Neville varangydudvát ad Harrynek, aminek segítségével lélegezni tud a víz alatt, így teljesíti is a próbát: 1 óra alatt kimenti Ront, sőt még Fleur húgát is. A próba után azonban Ronnal, Hermionéval és Hagriddal a Tiltott Rengetegben rátalál Barty Kupor holttestére.
A haláleset miatt Cornelius Caramel, a Mágiaügyi Miniszter meglátogatja Dumbledore-t. Amíg beszélgetnek, Harry egyedül marad az igazgató irodájában, majd a Merengőbe nézve a múltba utazik vissza, Igor Karkarov, halálfaló tárgyalására. Az eseményt átélve Harry megtudja, hogy Piton régen halálfaló volt, és hogy Karkarov adta fel ifjabb Barty Kuport, aki a Cruciatus-átokkal kínozta Neville Longbottom szüleit. Dumbledore-nak a jelenben elmondja Harry, ifjabb Barty Kupor az a bizonyos harmadik személy az álmaiban, Voldemort és Féregfark mellett. Az igazgatóiból való távozás után Perselus Piton megállítja Harryt, és ismeretlen okból megfenyegeti: ha még egyszer lopni próbál a főzeteiből, megjárja.
Eljön az utolsó próba ideje is: a négy versenyzőnek meg kell találnia egy labirintusban a Trimágus -kupát aki ezt először megteszi, nyer. A versenyből azonban Fleur és Krum kiesik, Harry és Cedric pedig egyszerre érinti meg a kupát Amint ezt megteszik, egy elhagyatott temetőben találják magukat, ugyanis a kupa egy zsupszkulcs volt. Érkezésük után Harry sebhelye sajogni kezd. Voldemort és Féregfark jelenik meg, és végeznek Cedric-kel, az Avada Kedavra átokkal.
Voldemort látványosan feltámad. Halálfalók jelennek meg, köztük Draco apja, Lucius Malfoy és Crak és Monstro szülei. Voldemort elárulja Harrynek, az anyja védőbűbája miatt nem tudta megölni kiskorában, majd párbajra hívja. Voldemort és Harry küzdelmét végül Harry szüleinek, Cedricnek és még néhány embernek a szelleme zavarja meg. Voldemort figyelmét elterelve Harry odaugrik a zsupszkulcshoz és Cedric holttestével visszatér a labirintus bejáratához.
Kitör a pánik a nézők közt, Harryt Mordon rángatja az irodájába. Ott derül ki, hogy Mordon valójában ifjabb Barty Kupor, aki megszökött az Azkabanból. Elárulja: ő dobta be Harry nevét a serlegbe, és azért segített neki, hogy eljusson Voldemorthoz. Mikor azonban megpróbálna végezni Harryvel, Piton, McGalagony és Dumbledore jelenik meg, majd elfogják a Mordon bőrébe bújt halálfalót. Piton veritaszérumának köszönhetően megtudják, az igazi Mordon a szobában levő utazóládában van fogva tartva.
Év végén Dumbledore búcsúbeszédet mond Cedric Diggoryért, a másik két iskolai tanulói pedig elhagyják a Roxfortot. A tanév véget ér, ám néhány emberen kívül senki nem hisz Voldemort visszatérésében.

## Szereplők
| Színész              | Szereplő                                                               | Magyar hang      |
| -------------------- | ---------------------------------------------------------------------- | ---------------- |
| Daniel Radcliffe     | Harry Potter                                                           | Gacsal Ádám      |
| Rupert Grint         | Ron Weasley                                                            | Berkes Bence     |
| Emma Watson          | Hermione Granger                                                       | Szabó Luca       |
| Robbie Coltrane      | Rubeus Hagrid                                                          | Hollósi Frigyes  |
| Michael Gambon       | Albus Dumbledore professzor                                            | Makay Sándor     |
| Maggie Smith         | Minerva McGalagony professzor                                          | Kassai Ilona     |
| Warwick Davis        | Filius Flitwick professzor                                             | Szokol Péter     |
| Alan Rickman         | Perselus Piton professzor                                              | Tahi Tóth László |
| Brendan Gleeson      | Ifjabb Barty Kupor (Alastor Mordon alakjában) Alastor "Rémszem" Mordon | Csuja Imre       |
| David Tennant        | Ifjabb Barty Kupor                                                     | Tarján Péter     |
| Ralph Fiennes        | Voldemort                                                              | Forgács Péter    |
| Timothy Spall        | Peter Pettigrew                                                        | Tahi József      |
| Jason Isaacs         | Lucius Malfoy                                                          | Szakácsi Sándor  |
| Gary Oldman          | Sirius Black                                                           | Széles Tamás     |
| Geraldine Somerville | Mrs. Lily Evans                                                        | Kovács Nóra      |
| Adrian Rawlins       | Mr. James Potter                                                       | Csankó Zoltán    |
| Predrag Bjelat       | Igor Karkarov                                                          | R. Kárpáti Péter |
| Frances de la Tour   | Olympe Maxime                                                          | Bokor Ildikó     |
| Roger Lloyd-Pack     | Idősebb Barty Kupor                                                    | Harsányi Gábor   |
| Miranda Richardson   | Rita Vitrol                                                            | Solecki Janka    |
| Margery Mason        | Büfés boszorkány a Roxfort Expresszen                                  | Várnagy Katalin  |
| Shirley Henderson    | Hisztis Myrtl                                                          | Huszárik Kata    |
| Robert Pattinson     | Cedric Diggory                                                         | Seder Gábor      |
| Clémence Poésy       | Fleur Delacour                                                         | Árkosi Katalin   |
| Stanislav Ianevski   | Viktor Krum                                                            | Fesztbaum Béla   |
| Jeff Rawle           | Amos Diggory                                                           | Besenczi Árpád   |
| Bonnie Wright        | Ginny Weasley                                                          | Csifó Dorina     |
| James Phelps         | Fred Weasley                                                           | Kováts Dániel    |
| Oliver Phelps        | George Weasley                                                         | Kováts Dániel    |
| Chris Rankin         | Percy Weasley                                                          | Petrik Péter     |
| David Bradley        | Argus Frics                                                            | Varga Tamás      |
| Robert Hardy         | Cornelius Caramel                                                      | Versényi László  |
| Tom Felton           | Draco Malfoy                                                           | Borbíró András   |
| Jamie Waylett        | Vincent Crak                                                           | Előd Botond      |
| Josh Heardman        | Gregory Monstro                                                        | Bíró Attila      |
| Matthew Lewis        | Neville Longbottom                                                     | Hám Bertalan     |
| Devon Murray         | Seamus Finnigan                                                        | Stukovszky Tamás |
| Alfie Enoch          | Dean Thomas                                                            | Baradlay Viktor  |
| Shefali Chowdhury    | Parvati Patil                                                          | Patkó Csenge     |
| Afshan Azad          | Padma Patil                                                            | Patkó Csenge     |
| Katie Leung          | Cho Chang                                                              | Tamási Nikolett  |
| William Melling      | Nigel Wolpert                                                          | Penke Bence      |

## Forgatási helyszínek
A film legnagyobb részt a Leavesden Film Studiosban forgott. Emellett az alábbi helyszíneket használták az alkotók:
- Ashridge Estate, Hertfordshire, Anglia, Egyesült Királyság
- Knebworth House, Hertfordshire, Anglia, Egyesült Királyság (köztük a bál lépcsős jelenete)
- Black Park, Iver, Buckinghamshire, Anglia, Egyesült Királyság
- Divinity School, Bodleian Library, Broad Street, Oxford, Oxfordshire, Anglia, Egyesült Királyság
- Beachy Head, Eastbourne, East Sussex, Anglia, Egyesült Királyság
- Glenfinnan Viaduct, Fort William, Highlands, Skócia, Egyesült Királyság (Roxfort Expressz)
- New College, Holywell Street, Oxford, Oxfordshire, Anglia, Egyesült Királyság
- Steall Falls, Skócia, Egyesült Királyság
- Virginia Water, Surrey, Anglia, Egyesült Királyság
- Beckley Park, Oxfordshire, Anglia, Egyesült Királyság

## Filmzene
A Harry Potter és a Tűz Serlege hivatalos filmzenealbuma 2005. november 15-én került a boltokba. Az előző hárommal ellentétben ezúttal nem John Williams a szerző; a számos jól ismert dallam megalkotóját Patrick Doyle váltotta fel. Ennek oka Williams zsúfolt munkanaptára. Ő készítette 2005-ben a Star Wars III. rész: A Sith-ek bosszúja és Steven Spielberg Világok harca-verziójának zenéjét is.

### Dallista
1. The Story Continues
2. Frank Dies
3. The Quidditch World Cup
4. The Dark Mark
5. Foreign Visitors Arrive
6. The Goblet of Fire
7. Rita Skeeter
8. Sirius Fire
9. Harry Sees Dragons
10. Golden Egg
11. Neville's Waltz
12. Harry in Winter
13. Potter Waltz
14. Underwater Secrets
15. The Black Lake
16. Hogwarts' March
17. The Maze
18. Voldemort
19. Death of Cedric
20. Another Year Ends
21. Hogwarts' Hymn
22. Do the Hippogriff
23. This Is the Night

Az utolsó három számot nem Doyle komponálta. A filmben felhangzó dalok a báljelenetben hallhatóak, mikor a The Weird Sisters nevű banda játszani kezd. A "Do the Hipogriff" Jarvis Cocker és Jason Buckle munkája, míg a "This Is the Night" és a "Magic Works" Cocker szerzeménye.

## Eltérések a korábbi filmekhez képest
Az alábbiakban csupán néhány különbség olvasható a számos közül.
A Roxfort kastélyának kültere és a környezete minden filmadaptáció esetében változik. A Harry Potter és a Tűz Serlege új változtatásai a következők.
- Az előcsarnok megváltozott. Ezúttal van udvara, óratoronnyal.
- Az előcsarnokot kibővítették, a márványlépcsők elválasztják a nagytermet és a főtornyot.
- A bagolyház most egy különálló, magas torony, számos szinttel egy kődombon.
- Két új völgy került a filmbe.
  - Az egyik, ahol a sárkányok arénája helyezkedik el. Ez egyvonalban található a bagolyház tornyával. A továbbiakban ez az új völgy egy vízesés.
  - A második, ahol a hatalmas kiterjedésű Trimágus-labirintus lelhető fel. Ez a nagyterem mögött, Hagrid kunyhóján túl van.
- Egyes jelenetek egy udvarhelységben játszódnak, aminek elhelyezkedése ismeretlen. Egyértelműen nem az óratornyos udvar, nem a bejárat udvara, s nem is a Sötét Torony melletti udvar.
- A három harangtorony is megváltozott.
- Flitwick professzor külseje egy idős, hosszú és barnahajú koboldszerűről fiatal, rövidhajú manóra változott.

## Eltérések a könyvhöz képest
- Harry az álmában nemcsak Voldemortot és Féregfarkat, de az ifjabb Barty Kuport is látja. Hogy Barty hogyan szökött meg Azkabanból, a filmből nem derül ki.
- Dursleyék, Mrs Weasley, Bill, Charlie és Percy Weasley kimaradtak a filmből.
- Ludo Bumfolt kimaradt a filmből.
- A Kviddics Világkupán a meccsből igen keveset látunk a filmben.
- A könyvben Harryék a stadion díszpáholyában ülnek, a filmben viszont a stadion tetején a "legrosszabb" helyen.
- Colin és Dennis Creevey kimaradt a filmből.
- A könyvben a Durmstrang, illetve a Beauxbaton diákjai és igazgatói csak október végén érkeznek meg az iskolába, míg a filmben már az évnyitó napján.
- A könyv utalásai szerint mindkét iskola koedukált.
- Sem Dobby, sem Winky, sem a roxforti házimanók nem szerepelnek a filmben, így Hermione sem hozza létre az M.A.J.O.M.-ot. Dobby helyett Neville az, aki ellopja a varangydudvát Harrynek.
- Nigel karakterét a filmhez alkották meg, egyik könyvben sem szerepel.
- A jelenet, ahol Dumbledore, Piton és McGalagony arról vitatkoznak, engedjék-e Harryt versenyezni, nem szerepel a könyvben.
- Rita Vitrol jóval kevesebb szerepet kap, mint a könyvben; animágusi képességeire nem derül fény.
- Sirius Black szintén jóval kisebb szerepet kap a könyvhöz képest.
- Frics komikus figurává válik a filmben: mindhárom próbán előbb süti el az ágyút a kelleténél.
- A filmben Hermione szól Harrynek, hogy Hagrid keresi őt, míg a könyvben maga az óriás hívja találkozóra a Láthatatlanná tevő köpeny alatt rejtőző fiút.
- Az első próba jóval látványosabb, mint a könyvben: a Magyar Mennydörgő láncait tépve elszabadul, és körbekergeti Harryt a Roxfort körül.
- A jelenet, amiben McGalagony professzor Ront tanítja táncolni, nem szerepel a könyvben.
- Padma Patil a filmben griffendéles, míg a könyvben hollóhátas.
- Idősebb Barty Kupor holttestét megtalálják a filmben.
- A film során csak Karkarov tárgyalását láthatjuk, nem kerül sor ifj. Barty Kupor és Bellatrix Lestrange külön tárgyalására.
- A filmben nem szerepelnek dementorok
- A harmadik próbán a labirintusban nincsenek szörnyek: a labirintust alkotó sövény támad csapkodó ágaival és tekergőző gyökereivel a bajnokokra.
- Voldemort szemei kékek, szemben a könyvben hangsúlyozott vörössel.
- Hermione a könyvben tudja a harmadik főbenjáró átkot, a filmben nem. (bár úgy tűnhet, hogy tudja, de nem akarja azt közölni Mordon professzorral) Mellesleg, a filmben így ez a jelenet sokkal hatásosabb lett.
- A filmben úgy tűnik, hogy Voldemort magától jutott hozzá a fontos információkhoz, nem Bertha Jorkinstól.
- A filmből nem derül ki, hogy Karkarov megszökött, miután felizzott karján a Sötét Jegy.

## Wyrd Sisters-per
A film bemutatója idején a Wyrd Sisters nevű kanadai folkegyüttes 40 millió amerikai dollárra perelte be a film észak-amerikai forgalmazóját, a Warner Brothers-t, Jarvis Cockert a Pulpból, illetve a Radiohead két tagját, Jonny Greenwoodot és Phil Selwayt, nevük használatáért. A könyvben a bálon zenélő bandát "Weird Sistersnek" hívják, Shakespeare Macbethjének boszorkányai után, azonban a filmben ezt "Wyrd Sistersre" változtatták. A bemutató előtt ugyanakkor a Warner eltüntetett minden olyan mozzanatot, ami a filmben szereplő zenekar nevére utalna. Mindazonáltal, a Wyrd Sisters keresetet nyújtott be a kanadai bíróságon, hogy megakadályozzák a film kanadai terjesztését. Ezt a kérelmet egy ontariói bíró elutasította.

## Reakciók
A filmet meglehetősen pozitívan fogadták a kritikusok, így a Rotten Tomatoes oldalán 89%-os értékelést ért el. A New York Daily News humora és sötét tónusa miatt részesítette dicséretben. A fiatal színészek a „nagyobb skálán mozgó, finomabb érzelmek” megnyilvánultatásáért kaptak méltató sorokat, különösen Daniel Radcliffe, akinek teljesítményéről a Variety azt írta: „dimenzionált és árnyalt alakítás”. Az újonnan csatlakozó színészek is éltető szavakat érdemeltek ki: Brendan Gleesont Rémszem Mordon szerepében „színesnek”, Miranda Richardson jeleneteit „csodálatosnak”, Ralph Fiennes karakterformálását pedig „fenségesen gonosznak” kiáltották ki.
Negatív kritika atekintetben érte a filmet, hogy „messze túl epizodisztikus” lépésekben halad előre a The Arizona Republic szerint, míg a CNN.com úgy vélte, „összefüggéstelen” a cselekmény. További méltatlankodás érte a filmet azért, amiért rengeteg mellékszereplő nem kap elég időt a vásznon. A rajongók nemtetszését az váltotta ki, hogy túl sokat változtattak vagy hagytak ki az alapanyagból, főként, amik a jellemfejlődést segítették volna, illetve azon mozzanatokat, amik az elkövetkezendő eseményekben fontos szerepet játszanak. Ez típusú negatív reakció hasonló a korábbi filmekéhez.

## Box office
A 40 millió dolláros nyitónapot követően az észak-amerikai mozipénztáraknál a Tűz Serlege rendkívül sikeres pályát futott be, 2006. április 6-ai zárását megelőzően 20 hétig volt műsoron. Számos rekord megdöntése fűződik hozzá, köztük a legjobb első hétvége a nyári szezonon kívül, illetve az Egyesült Királyság mozitörténetének legnagyobb indítása, melynek során 14,9 millió angol fontot gyűjtött össze. Az USA-ban 102,7 millió dollárra rúgott az első három nap eredménye, amivel új franchise-magasságot állított fel, s nagyjából ugyanannyi jegyet értékesített, mint a Bölcsek köve 2001-ben. Akkor ez az összeg a negyedik legjobb indításnak számított, ma a hatodik helyhez elég A Karib-tenger kalózai: Holtak kincse, a Pókember, a Star Wars III. rész: A Sith-ek bosszúja, a Shrek 2 és az X-Men: Az ellenállás vége mögött.
A Tűz Serlege 2005-ben a dobogó harmadik fokára léphetett fel az Egyesült Államokban a Star Wars III. rész: A Sith-ek bosszúja és a Narnia krónikái: Az oroszlán, a boszorkány és a ruhásszekrény mögött, azonban mindkét filmet lekörözte világviszonylatban.
Futását 892,2 millió dollárral fejezte be világszerte, s ez amellett, hogy éves bajnokká tette, azon kevés filmek kövé is beemelte, melyek nemzetközi berkekben átlépték a 600 millió dolláros határt. Korábban ez csak a Titanicnak, A Gyűrűk Ura: A király visszatérnek, illetve az első két Harry Potter-filmek sikerült, ezt követően pedig A Karib-tenger kalózai: Holtak kincsének. Az összbevételből 290 millió dollár került a kasszákba Észak-Amerikából.
A filmet IMAX-mozikban is vetítették, ahonnan 20 033 758 dollárt keresett világszerte, a mozinkénti átlaga 188 998 dollárra rúgott, ami új rekord a formátum piacán, illetve új mérföldkő a digitálisan újrakevert 2D-s IMAX bemutatók között.

## DVD
A film DVD-n 2006. március 7-én került forgalomba az Egyesült Államokban. Kétféle verzióból választhat a vásárló: egy- és kétlemezes változat, továbbá egy nyolclemezes díszdobozos kiadás jelent meg, utóbbi mind a négy filmet tartalmazza. Az extra lemezen három interaktív játék mellett hét kisfilm is szerepel a film készítéséről. A magyar megjelenésre 2006. április 4-én került sor, csak kétlemezes változatban, illetve a harmadik és negyedik részt tartalmazó kiadás formájában.
Észak-Amerikában megjelenése napján a DVD-ből 5 millió darabot adtak el, ami a sorozat eddigi legjobb eredménye. Az első hetet 9 milliós eladással zárta, amibe beleértendő mind a szélesvásznú, mind a teljes képernyős verzió.
Az Egyesült Királyságban 2006. március 20-a óta kapható a film, s minden idők leggyorsabban fogyó brit DVD-jévé lépett elő, másodpercenkénti hat példányos értékesítéssel az első napon. Az első hét folyamán 1,4 millió darab kelt el belőle.
A Harry Potter és a Tűz Serlege DVD tartja a minden idők leggyorsabban fogyó DVD-jének Guinness világrekordját. Ezen teljesítmény a The Guinness World Records könyv 2007-es kiadásában szerepel, ami augusztusban jelent meg.
A kínai megjelenésre két héttel az amerikai előtt került sor azzal a szándékkal, hogy elejét vegyék a DVD-kalózkodásnak az országban. Kínában a film meglehetősen alacsony, 2,73 amerikai dolláros áron kapható. Az ázsiai országot követően hazánkban volt megjelenéskor a legkedvezményesebb, 3990 Ft-os ár.

## Érdekességek
- Mordon zsebórájának számlapján egy biológiai veszély szimbólum látható, ami utalás Brendan Gleeson szerepére a 28 nappal később című filmben.
- Johnny Greenwood és Phil Selway a Radioheadből, a Pulp frontembere, Jarvis Cocker, Steve Mackey basszgitáros, az All Seeing I tagja, Jason Buckle és Steve Claydon az Add N to (X)-ből láthatóak a filmben mint a The Weird Sisters nevű együttes.
- A producerek kezdetben egy kétrészes, hat hónapos különbséggel bemutatandó produkcióban gondolkodtak a Mátrix – Újratöltve és a Mátrix – Forradalmak című filmek stratégiáját alapul véve. Az ötletet a harmadik Potter-film rendezője, Alfonso Cuarón utasította el, arra hivatkozva, hogy komplikált lenne két nagyköltségvetésű film elkészítése a rendelkezésre álló rövid idő alatt.
- A "pók", amin Rémszem Mordon demonstrálja az átkokat, egy ostorlábú.
- A brit gumiembert, Richard Rossont kérték fel a halálfaló, Avery szerepére. Elkészültek a felvételek, amint Avery kínzástól szenved, azonban ez végül kimaradt a moziban látott vágásból.
- A dal, amit Hermione és Hagrid énekel, miközben Harry rátalál Kupor holttestére, a Roxforti iskolai dal.
- A temetői jelenetben látható sírokon szereplő nevek a film stábtagjaihoz tartoznak, annak érdekében, hogy elkerüljék az esetleges jogi kellemetlenségeket, amik más nevekből fakadhatnak.
- Mike Newell visszadobta Az elszánt diplomata rendezését, hogy ezt a filmet elkészíthesse. Mindkét filmben szerepel Ralph Fiennes.
- Mike Newell az első brit, aki a sorozat egyik filmjét rendezi. Korábban az amerikai Chris Columbus, illetve a mexikói Alfonso Cuarón töltötte be a posztot.
- Gary Oldman és Ralph Fiennes is játszott negatív indíttatású figurát a Hannibal Lecter-filmekben. Oldman Mason Vergert alakította a Hannibalban, Fiennes pedig Francis Dolarhíde-ot A Vörös Sárkányban.
- A film végefőcímének egyik utolsó sora a következő: "A film készítése során sárkányoknak nem esett bántódásuk". ("No dragons were harmed in the making of this movie".) A megjegyzés humoros utalás az állatok bántalmazásának tilalmára a filmek készítése során.
- Hogy megfelelő legyen Voldemort szerepére, Ralph Fiennes arcvonásainak jelentős részét digitálisan megváltoztatták az utómunkálatok során (legjelentősebben az orrát). Hogy segítsék a vizuális effekteket készítő csapatot, Fiennes arcára színes pontokat festettek az alapvető felvételekhez.
- A kviddics-világkupán, mikor Amos és Cedric Diggory elválnak Mr. Weasleyéktől, Amos Diggory azt mondja Mr. Weasley-nek, hogy "az utak elválnak". Ez a könyv utolsó előtti fejezetének címe.
- Ez az első Harry Potter-adaptáció, amiben Harry rokonai, a Dursley-család nem tűnik fel.
- Ez az első Harry Potter-film, amiben Hermione Granger is ellátogat a Weasley-házba.

## Díjak, jelölések
2006 – Oscar-díj jelölés – Legjobb látványtervezés – Stuart Craig, Stephanie McMillan